# Буч, Адем
Адем Буч (серб. Адем Бућ; 15 декабря 1914, Биволе-Брдо — 9 декабря 1942, Сараево) — югославский боснийский партизан времён Народно-освободительной войны, Народный герой Югославии.

## Биография
Родился 15 декабря 1914 в деревне Биволе-Брдо (близ современного Мостара). Восьмой ребёнок в семье: из семи предыдущих детей выжила только сестра Азиза. В возрасте двух лет перебрался с родителями и сестрой в Мостар, где окончил среднюю школу. В Белграде Адме поступил в ПТУ и окончил его в 1938 году по специальности геодезиста. Работал в Даруваре землемером, в 1939 году отслужил в королевской Югославской армии и продолжил работу в геодезическом управлении Мостара.
С 1939 года состоял в Союзе коммунистической молодёжи Югославии, с 1940 года член Коммунистической партии Югославии. В апреле 1941 года мобилизован в югославскую армию после начала войны, после капитуляции отказался сложить оружие и бежал в Мостар, где вступил в партизанское движение. Был секретарём партийной ячейки «Царина», до апреля 1942 года занимался тайной закупкой оружия, припасов и других материалов для партизан. В апреле ушёл из города.
Адем продолжил службу в партизанском движении в Мостарском батальоне в должности политработника. Участвовал в боях против четников и прорыву через Бьелашницу. Во время битвы при Хаджичах был тяжело ранен и попал в плен. Поскольку у него были фальшивые документы, его отправили на лечение в сараевскую больницу, откуда он попытался восстановить связь с партийным руководством. К середине 1942 года Сараевское отделение КПЮ было разгромлено после прокатившейся волны арестов, однако вскоре было восстановлено. Адем вступил туда вместе с такими партизанскими деятелями, как Джемал Биедич, Младен Кнежевич и Реуф Галошевич.
В конце 1942 года Адем Буч был раскрыт и арестован при попытке бежать в Мостар. Был отправлен в тюрьму «Чемалуша», где подвергался пыткам и избиениям, однако не выдал никого из своих соратников. 9 декабря 1942 усташи, не добившись ничего, зверски убили Адема. После войны его останки были захоронены на Кладбище Народных героев на горе Требевич близ Сараева.
Звание Народного героя Югославии ему было присвоено посмертно 26 июля 1949.